# Flèche wallonne 2005
La Flèche wallonne 2005 s'est déroulée le 20 avril sur 201,5 km.
C'est l'Italien Danilo Di Luca qui a remporté la 69e édition de la Flèche wallonne, dont l'arrivée est jugée au sommet du mur de Huy en Belgique. Autre bonne nouvelle pour Danilo Di Luca : il prend par la même occasion la tête du classement général du ProTour. L'année dernière[C'est-à-dire ?], il s'était incliné face à Davide Rebellin au sommet du mur de Huy, une côte d'un kilomètre qui comporte un passage extrêmement pentu, à 19 pour cent.

## Présentation

### Equipes
La Flèche wallonne figurant au calendrier du ProTour, les 20 UCI Proteams sont présentes, auxquelles il faut ajouter les 5 équipes continentales invitées.
| ProTeams (20)- Gerolsteiner - Davitamon-Lotto - Rabobank - Fassa Bortolo - CSC - T-Mobile - Phonak Hearing Systems - Quick Step-Innergetic - Saunier Duval-Prodir - Discovery Channel - Liquigas-Bianchi - Liberty Seguros-Würth - Cofidis-Le Crédit par Téléphone - Crédit Agricole - La Française des jeux - Lampre-Caffita - Bouygues Télécom - Euskaltel-Euskadi - Domina Vacanze-De Nardi - Illes Balears-Caisse d'Épargne Équipes continentales professionnelles (5)- Landbouwkrediet-Colnago - AG2R Prévoyance - MrBookmaker-Sports Tech - Chocolade Jacques-T-Interim - RAGT Semences |
| |

## Récit de la course
Le peloton est d'ailleurs arrivé groupé au pied de cette dernière montée après l'échec de l'échappée de l'Allemand Jens Voigt, rescapé d'un groupe formé dès la première heure à l'instigation du Français Frédéric Finot. Voigt a lâché ses compagnons (Benoît Poilvet, Davide Bramati, Olivier Kaisen, Kurt Van De Wouwer, Frédéric Finot) à une soixantaine de kilomètres de Huy avant de se débarrasser du Belge Jef Peeters, le dernier à garder son sillage.
Nanti d'une avance d'une minute vingt à 20 kilomètres de l'arrivée, l'Allemand n'a été rejoint qu'à 4 kilomètres de la ligne après le forcing de plusieurs équipes (Liquigas, Gerolsteiner, Baléares, Liberty, Lampre) relayées par un petit groupe (Andrey Kashechkin, Jérôme Pineau, Óscar Pereiro, Sylvain Chavanel) à l'entrée de Huy.

## Classements

### Classement de la course
| \| Classement général \| Classement général \| Classement général \| Classement général \| Classement général \| \| Coureur \| Coureur \| Pays \| Équipe \| Temps \| \| ------------------ \| -------------------- \| ------------------ \| ------------------------------- \| ------------------ \| \| 1er \| Danilo Di Luca \| Italie \| Liquigas-Bianchi \| 4 h 44 min 55 s \| \| 2e \| Kim Kirchen \| Luxembourg \| Fassa Bortolo \| + 0 s \| \| 3e \| Davide Rebellin \| Italie \| Gerolsteiner \| + 0 s \| \| 4e \| David Etxebarria \| Espagne \| Liberty Seguros-Würth \| + 4 s \| \| 5e \| Óscar Freire \| Espagne \| Rabobank \| + 4 s \| \| 6e \| Ángel Vicioso \| Espagne \| Liberty Seguros-Würth \| + 4 s \| \| 7e \| Patrik Sinkewitz \| Allemagne \| Quick Step-Innergetic \| + 4 s \| \| 8e \| Aitor Osa \| Espagne \| Illes Balears \| + 4 s \| \| 9e \| Cadel Evans \| Australie \| Davitamon-Lotto \| + 8 s \| \| 10e \| Fabian Wegmann \| Allemagne \| Gerolsteiner \| + 8 s \| \| 11e \| Óscar Pereiro \| Espagne \| Phonak Hearing Systems \| + 11 s \| \| 12e \| Alexandre Vinokourov \| Kazakhstan \| T-Mobile \| + 11 s \| \| 13e \| Matthias Kessler \| Allemagne \| T-Mobile \| + 11 s \| \| 14e \| Damiano Cunego \| Italie \| Lampre-Caffita \| + 11 s \| \| 15e \| Christophe Brandt \| Belgique \| Davitamon-Lotto \| + 11 s \| \| 16e \| Manuele Mori \| Italie \| Saunier Duval-Prodir \| + 16 s \| \| 17e \| Mirko Celestino \| Italie \| Domina Vacanze-De Nardi \| + 17 s \| \| 18e \| Leonardo Bertagnolli \| Italie \| Cofidis-Le Crédit par Téléphone \| DQ \| \| 19e \| Laurent Brochard \| France \| Bouygues Telecom \| + 19 s \| \| 20e \| Bradley McGee \| Australie \| La Française des jeux \| + 19 s \| |                      |            |                                 |                 |
| |                      |            |                                 |                 |
| |                      |            |                                 |                 |
| Classement général |                      |            |                                 |                 |
| Coureur | Coureur              | Pays       | Équipe                          | Temps           |
| 1er | Danilo Di Luca       | Italie     | Liquigas-Bianchi                | 4 h 44 min 55 s |
| 2e | Kim Kirchen          | Luxembourg | Fassa Bortolo                   | + 0 s           |
| 3e | Davide Rebellin      | Italie     | Gerolsteiner                    | + 0 s           |
| 4e | David Etxebarria     | Espagne    | Liberty Seguros-Würth           | + 4 s           |
| 5e | Óscar Freire         | Espagne    | Rabobank                        | + 4 s           |
| 6e | Ángel Vicioso        | Espagne    | Liberty Seguros-Würth           | + 4 s           |
| 7e | Patrik Sinkewitz     | Allemagne  | Quick Step-Innergetic           | + 4 s           |
| 8e | Aitor Osa            | Espagne    | Illes Balears                   | + 4 s           |
| 9e | Cadel Evans          | Australie  | Davitamon-Lotto                 | + 8 s           |
| 10e | Fabian Wegmann       | Allemagne  | Gerolsteiner                    | + 8 s           |
| 11e | Óscar Pereiro        | Espagne    | Phonak Hearing Systems          | + 11 s          |
| 12e | Alexandre Vinokourov | Kazakhstan | T-Mobile                        | + 11 s          |
| 13e | Matthias Kessler     | Allemagne  | T-Mobile                        | + 11 s          |
| 14e | Damiano Cunego       | Italie     | Lampre-Caffita                  | + 11 s          |
| 15e | Christophe Brandt    | Belgique   | Davitamon-Lotto                 | + 11 s          |
| 16e | Manuele Mori         | Italie     | Saunier Duval-Prodir            | + 16 s          |
| 17e | Mirko Celestino      | Italie     | Domina Vacanze-De Nardi         | + 17 s          |
| 18e | Leonardo Bertagnolli | Italie     | Cofidis-Le Crédit par Téléphone | DQ              |
| 19e | Laurent Brochard     | France     | Bouygues Telecom                | + 19 s          |
| 20e | Bradley McGee        | Australie  | La Française des jeux           | + 19 s          |

### Classements du ProTour
a course attribue des points au classement UCI ProTour 2005 selon le barème suivant :
| Position           | 1er | 2e | 3e | 4e | 5e | 6e | 7e | 8e | 9e | 10e |
| Classement général | 40  | 30 | 25 | 20 | 15 | 11 | 7  | 5  | 3  | 1   |